# 티니언 전투
티니안 전투(Battle of Tinian)는 제2차 세계 대전 중 1944년 7월 24일부터 1944년 8월 2일 사이에 티니안에서 벌어진 일본군 수비대와 미군과의 전투를 말한다. 9,000명의 일본군이 주둔했던 요새는 제거되었고, 이 섬은 사이판, 괌과 함께 제20공군으로 편입되었다.:72

## 배경
티니안은 제1차 세계 대전 후 일본의 위임 통치령이 되었고, 제2차 세계 대전 전에 많은 일본인이 이주하여, 사탕수수 등의 농사를 짓고 있었다. 한편, 이 섬의 전략적 가치를 발견한 일본 해군은 이 섬에 비행장을 건설하여, 당시 남양 군도 최대 규모의 비행장을 지었다.
제2차 세계 대전이 발발하자 길버트 제도, 마셜 제도를 공략한 미군은 일본 본토를 폭격하고, 내부적으로 남양 군도의 일본군의 해상, 항공 병참선을 공격하는 기지를 확보하기 위해 1944년 6월 마리아나 제도 공략 계획을 시작했다.
한편 일본군은 티니안의 하고이 비행장을 비행장으로 사용하고 있었지만, 육상 병력이 적었기 때문에 만주의 요양에서 육군 제50연대(연대장 오가타 기요치 대령)를 이동하여 주둔시켰다.
6월 19일, 20일 마리아나 해전에서 일본 기동 부대를 격퇴한 미군은 7월 8일, 사이판 공략을 완료하고, 이어 괌, 티니안 공략을 시작했다.

## 과정

티니안 전투 지도

1944년 7월 24일 새벽 미군은 제2해병대의 상륙용 주정 100척 이상을 섬의 남서부, 티니안 항구 앞으로 일제히 전진시켰다. 그러나 미군 상륙 부대가 해안에서 200m 정도에 접근하는 순간 중화기가 일제 공격을 시작하여 미군을 격퇴했다.
또한 일본군의 해안 포대는 전함 콜로라도에 22발을 명중시키고, 구축함 노먼 스콧(USS Norman Scott (DD-690))도 해안포에 피격되어 함장 이하 다수 죽거나 다쳤다. 그러나 이것은 미군의 양동작전이었다.
7시경 미군 제4해병 사단은 LCVP (히긴스 보트), LVT (수륙 양용 장갑차)로 이루어진 상륙용 배 약 150척으로 양동 작전으로 인해 느슨해진 북서부 츄로 해안에 상륙했다. 해안에 배치된 제3중대와 해군 경비 부대는 미군의 포격과 해안 전투로 인해 거의 전멸 직전이었다. 미군은 해가 지기 전까지 제4해병 사단 주력과 제2해병 사단의 1개 대대, 75mm 곡사포 4개 대대를 상륙시켰다. 이 상륙 작전에서 미군 사상자는 240명(전사 15명)이었다.

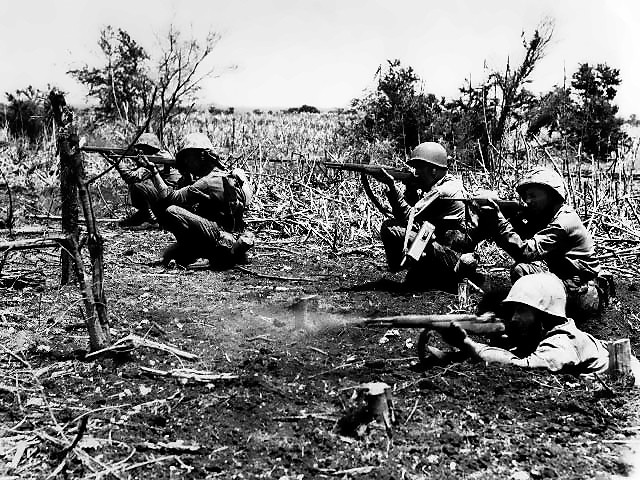
교전을 벌이는 해병

24일 자정에 일본군의 반격이 시작되었다. 그러나 미군은 맹렬한 사격과 조명탄으로 방해하여 일본군의 진격을 지연시켰다. 이에 따라 일본군은 제대로된 유기적인 공격을 하지 못했고, 결과적으로 약 2,500명에 달하는 인명 피해를 입고 반격은 실패로 끝났다. 이 공격에서 제50연대 제1대대와 제2대대, 제135연대 제1 대대장은 전사하고, 전차는 4량만 남게 되었다.
일본군의 공격을 물리친 미군은 25일, 제2해병 사단 나머지를 상륙시키고 남하를 시작했다. 일본군은 새로운 방어선을 구축하여, 민간인 중에서 16세부터 45세까지의 남자 약 3,500명을 모아 민간 의용대 6개 중대를 편성하고 전투를 협력하게 했다. 하지만 7월 30일 미군은 방어선을 돌파하고 티니안의 시가지를 점령했다.

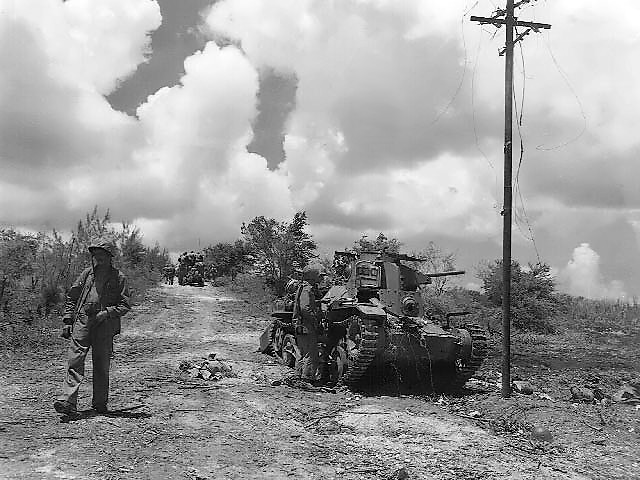
완파된 일본군 탱크를 검사하는 해병

7월 31일, 카로리나스 고지 북쪽에 새 방어선을 구축한 일본군은 반격을 시작하여, 마리 르포 수원지, 티니안 시가지 남쪽 부근 제3비행장 남쪽에서 전투를 벌였다. 전투는 저녁때까지 계속되었지만 일본군은 패배했고, 섬 남단의 카로리나스 고지로 퇴각했다. 이 전투에서 섬 유일의 수원지인 마리 르포의 우물은 미군이 점령했고, 일본군은 장기적으로 저항하는 것이 어려워졌다. 한밤중 오가타 연대장은 괌의 제31군 사령관 오바타 히데요시 중장에게 마지막 보고를 타전한다.
다음 날, 8월 1일 일본군은 한밤부터 새벽까지 세 차례에 걸친 반격을 했으나 실패했다. 해군의 쿠리노 하라 대령, 공병대장, 하야시기지쯔 소령을 비롯한 많은 군인들이 전사했다.
8월 2일, 오가타 연대장은 군기를 불태우고, 잔존 부대와 민간 의용대 등 약 1,000명에게 미군에게 돌격을 감행하게 했다. 미군은 기관총 등으로 맹렬한 방어 사격을 하였기 때문에 일본군 사상자가 속출했고 오가타 연대장은 후퇴 도중에 전사했다.
또한 츠노다 사령관은 수류탄을 가지고 벙커를 나온 채 돌아가지 않고 산와 참모장 이하 해군 참모는 자결했고, 제56경비대 사령관 오야 대령도 전사했다. 결과적으로 일본군의 옥쇄 형태로 티니안의 조직적인 전투는 8월 3일 새벽에 끝났다.
그 후에도 일부 살아남은 몇몇의 군인들이 미군 시설 등을 파괴하고 유격전을 계속했지만, 티니안은 융기 산호초로 이루어진 평평한 섬으로 유격전에는 적합하지 않은 지형이었다.

## 전투 후
전투가 끝난 후 1945년 8월 하순 생존자 중 가장 상급자였던 마스다니 중위 이하는 투항을 했고, 티니안 전투는 완전히 끝났다.
마츠모토 제50연대의 생존자는 티니안 남쪽의 4개의 섬 수비대 120명으로, 각 섬마다 30명씩 제2차 세계대전 종전 때까지 무사히 살아남았다. 종전일에 쇼와 천황의 항복 방송을 라디오에서 듣고 모두 미군에 백기를 들고, 무장을 해제했다. 티니안 만 남서쪽에 떨어져 있는 아기간 섬의 요새는 야마다 키니치 중위가 이끌고 있었으며, 전쟁이 끝날 때까지 버티고 있다가, 1945년 9월 4일 항복을 하게 된다. 티니안 섬의 마지막 항복자 수수무 무라타는 1953년에 포획되었다. 그들은 전후 괌의 포로 시설에서 2년 반을 있었으며, 그 후 일본에 귀국해 2000년 무렵까지 모두 나가노 현에 살고 있었다. 티니안 수비대장 오가타 대령은 옥쇄 후 1계급 올려 소장으로 승진했다.
티니안 섬에서는 일본군 수비대 측이 민간인의 안전을 배려한 것으로 알려졌다. 민간인이 군과 함께 자결하는 행위를 책망했던 가쿠타 가쿠지 해군 중장은 “군과 함께 민간인이 옥쇄하는 일은 없을 것이다”라는 의지를 가졌었기 때문에 ‘사이판 전투’에서 발생한 민간인 집단 자결은 거의 볼 수 없었던 것으로 알려져 있었다. 그러나, 1944년 8월 10일, 13,000명의 일본인 민간인이 매장당했다. 그 중 4,000명은 자살이나, 일본군 부대 또는 전투 중 사망했다.:89
티니안 전투 이후 이곳은 B-29의 기지로 정비되어 미군의 일본 본토 등에 대한 폭격 기지로 사용되었다. 5만명의 부대를 수용할 수 있는 기지가 세워졌다. 15,000명의 해병은 이 섬을 전쟁 중 가장 바쁜 공군 기지로 탈바꿈시켰다. 미국의 B-29 폭격기를 위한 2,400m의 공격용 활주로를 갖추어, 1945년 3월 10일 도쿄 대공습과 히로시마와 나가사키의 원자폭탄 폭격까지 포함하여 필리핀, 류큐 제도, 그리고 일본 본토까지 목표로 삼았다.:89 노스 필드는 1번, 3번 활주로로 지어졌고, 1945년 2월에 가동되었다. 반면, 웨스트 필드는 2번 활주로로 지어져, 1945년 3월에 가동되었다.:89

## 같이 보기
- 사이판 전투
- 괌 전투 (1944년)